# 구레역
구레역(일본어: 呉駅)은 일본 히로시마현 구레시에 위치한 서일본 여객철도 구레선의 철도역이다. 단선 · 섬식의 형태를 합친 2면 3선 구조의 복합 승강장을 갖춘 지상역이다.

## 타는 곳
| 1 | ■ 구레 선 | 상행 | 다케하라 · 미하라 방면     |                     |
| 2 | ■ 구레 선 | 하행 | 가이타이치 · 히로시마 방면 |                     |
| 3 | ■ 구레 선 | 상행 | 다케하라 · 미하라 방면     | 대피 · 이 역 시발만 |
| 3 | ■ 구레 선 | 하행 | 가이타이치 · 히로시마 방면 | 대피 · 이 역 시발만 |

## 이용 현황
| 연도     | 1일 평균 | 연도     | 1일 평균 |
| 1999년도 | 14,209   | 2007년도 | 13,115   |
| 2000년도 | 13,577   | 2008년도 | 12,960   |
| 2001년도 | 13,122   | 2009년도 | 12,523   |
| 2002년도 | 12,732   | 2010년도 | 12,324   |
| 2003년도 | 12,475   | 2011년도 | 12,285   |
| 2004년도 | 12,646   | 2012년도 | 12,311   |
| 2005년도 | 13,098   | 2013년도 | 11,935   |
| 2006년도 | 13,102   |          |          |
| -------- | -------- | -------- | -------- |

## 역 주변
- 구레 한큐 호텔
- 구레 시청
- 구레 시립 도서관
- 구레 공제 병원
- 구레시 해사 역사 박물관

## 인접 역
| 서일본 여객철도 구레선 | 서일본 여객철도 구레선 | 서일본 여객철도 구레선                |
| ---------------------- | ---------------------- | ------------------------------------- |
| 아키아카 미하라 방면   | ■ 쾌속 '통근 라이너'   | 야노 가이타이치 · 히로시마 방면       |
| 아키아카 미하라 방면   | ■ 쾌속 '아키지 라이너' | 요시우라 가이타이치 · 히로시마 방면   |
| 아키아카 미하라 방면   | ■ 보통                 | 가와라이시 가이타이치 · 히로시마 방면 |